# إريس ستيرن ليفي
إريس ستيرن ليفي (بالإنجليزية: Iris Stern Levi)‏ (بالعبرية: איריס שטרן לוי‏) هي رسامة إسرائيلية وأسترالية، ولدت في 11 مايو 1953. شاركت في تنظيم مؤسسات غير ربحية مثل: هير أكاديمي (2016) و تيرنينج ذا تيبلز (2001)، وتعنى كلا المؤسستان بتقديم التدريب المهني للنساء الناجيات من العنف وأعمال البغاء. وتعد ستيرن ليفي أحد أعضاء مجلس الائتلاف النسائي من أجل السلام، وهي المدير المشترك لمحكمة شهادة النساء ضحايا الاعتداء الجنسي، وعملت منسقة متطوعة في مركز تل أبيب لمواجهة الاعتداء الجنسي لمدة 16 عامًا. وحصلت على جائزة سوسمان جوينت في عام 2018.

## خلفية
وُلدت ستيرن ليفي في 11 مايو 1953 في يافا، ثم انتقلت في سن مبكرة إلى أستراليا مع عائلتها. وفي عام 1970، عندما كانت تبلغ الثامنة عشر من عمرها، أرسلها والداها إلى تل أبيب كي تعيش مع أقاربها. حيث درست الفن وتخرجت من برنامج التوجيه الجمعي في جامعة تل أبيب. 
عاشت ستيرن ليفي في أمستردام ثلاثة أعوام في تسعينات القرن الماضي، حيث افتقرت إلى مكتب للعمل، لكنها شغلت وقتها آنذاك بشيء مفيد، فأصبحت مهتمة بحال النساء البوسنيات اللواتي تعرضن للأذى أثناء الحرب البوسنية وفي أعقابها، والذي تراوح بين الاغتصاب الذي اعتُبر كسلاح في الحرب واغتصابهن على يد الرجال العائدين من الجبهة والاتجار بالبشر. شكل ذلك بداية دخول ستيرن ليفي النشاط في مجال نساء الجماعات المضطهدة أو ضحايا العنف، وعند عودتها إلى إسرائيل صممت على الاستمرار على هذا الدرب، وبدأت العمل التطوعي في مركز تل أبيب لمواجهة الاعتداء الجنسي.

## النشاط النسائي

### مركز تل أبيب لمواجهة الاعتداء الجنسي
في عام 1997، تطوعت ستيرن ليفي في مركز تل أبيب لمواجهة الاعتداء الجنسي. وعُينت في منصب مهني في غضون عام، وكانت منسقة لشبكة من المتطوعين لفترة مدتها 16 عامًا، حيث أدارت مجموعة من نحو 200 متطوع، وكانت كذلك مسؤولة عن الاستيعاب والتدريب والجداول الزمنية لهذه المجموعة. وتعد ستيرن ليفي أحد المؤسسين لمشروع محكمة شهادة ضحايا الاعتداء الجنسي، وتستند الفكرة وراء هذه المحكمة إلى محاكم أنشأتها نساء أخريات حول العالم عندما أدركن أن آليات القانون والحكومة لا تخدم احتياجات النساء وأهدافهن عندما يتعلق الأمر بقضايا العنف الجنسي، مثل المحكمة الدولية للجرائم ضد المرأة لعام 1976. ولا تعتبر تلك المحاكم هيئات رسمية وليس لها سلطة تنفيذ، بل هي مؤسسة لزيادة الوعي بالقضايا التي تهملها الأنظمة الرسمية ووسائل الإعلام، ولتعزيز التضامن بين النساء ضحايا العنف والجرائم الأخرى.

### منظمة تيرنينج ذا تيبلز
في عام 2011، تركت ستيرن ليفي العمل في مركز مواجهة الاعتداء الجنسي وانتقلت للعمل في مجالات أخرى من النشاط النسائي. فأسست منظمة تيرنينج ذا تيبلز بالتعاون مع ليلاش تسور التي كانت متطوعة في مركز مواجهة الاعتداء الجنسي أيضًا. وتمثل المنظمة مشروعًا للتدريب المهني وحاضنة للمشاريع والأعمال الاجتماعية الخاصة بالنساء اللواتي عانين من الاتجار، بالإضافة إلى النساء اللواتي خرجن من دورات التأهيل الخاصة بالإدمان والبغاء. وتوفر استوديوهات المنظمة مراكزًا لتدريس الخياطة والأزياء والعلامات التجارية والتسويق الرقمي وتطوير الأعمال، فضلًا عن مرافقة النساء اللواتي يسعين للحصول على حقوقهن القانونية وإعادة تأهيلهن ومساعدتهن في مختلف جوانب الحياة. 
وفي عام 2013، افتُتح استوديو دائم للمنظمة في تل أبيب، وبعد عامين، افتتح فرع آخر في حيفا. 

### منظمة هير أكاديمي
أُسست هير أكاديمي على يد ستيرن ليفي وتال هاموي غرانوت في عام 2016. وتقدم المنظمة تدريبًا مهنيًا للنساء الساعيات للعودة إلى القوى العاملة بعد سنوات من العمل في البغاء، وتتعامل مع القضايا الاعتيادية كالإدمان والفقر والتهميش الاجتماعي وسوء الصحة والاكتئاب وغير ذلك. ويتمثل هدف المنظمة في توفير كل ما هو ضروري لتمكين النساء من الانخراط في أماكن العمل وكسب الرزق، ويتضمن ذلك تمكين ودعم النساء إلى جانب التدريب العملي. إذ يعقد أصحاب الأعمال والمهنيين المتطوعين دورات في إطار يتيح لهم المساهمة بشكل مباشر في تمكين النساء المتضررات اجتماعيًا واقتصاديًا. ويُعتبر اللقاء المباشر أحد مبادئ النشاط، ويتضمن ذلك اعترافًا بالاحتياجات الخاصة بالنساء المشاركات نتيجة الأضرار الناجمة عن البغاء، بما في ذلك صعوبة التركيز والاستمرار وتدني احترام الذات، فضلًا عن معالجة احتياجاتهن بتواضع واعتبارهن أقرانًا، لا بتعالٍ أو فوقية. اعتد بنهج المنظمة كنهج فريد من نوعه في العالم، لأنه يعتبر المعلمين طلابًا لحالات البغاء، والطلاب مصدر لإلهامهم ومعرفتهم، والجميع معنيون بصفتهم سفراء للتغيير ورفع الوعي في المجتمع، ناهيك عن الكفاح لتحطيم وصمات العار والأفكار الشائعة الضارة.

### نشاطات أخرى
في عام 2014، أطلقت ستيرن ليفي حملة ضد بلدية تل أبيب، بعد أن صرحت الأخيرة أن مسألة منع توزيع بطاقات الاتصال الخاصة بالدعارة في شوارع تل أبيب كانت من مهمات الشرطة، في حين أن الشرطة رفضت تنفيذ القوانين بمنع توزيعها. قادت ستيرن ليفي مشروعًا لجمع بطاقات الدعارة من شوارع المدينة إلى جانب الناشطة ريوت جاي. جُمعت بعد ذلك في مظاهرة احتجاجية أمام مبنى البلدية، مطالبةً العمدة بالاهتمام بالموضوع.
أطلقت ستيرن ليفي مبادرات أخرى منها إنشاء شبكة للخدمات المهنية النسائية، وهي دليل إرشادي للنساء المهنيات، وتركز خاصة على مجال الخدمات المنزلية والصيانة، مثل الكهرباء والسباكة  والبستنة والنجارة وإصلاح المنازل والعاملات اليدويات والرسم، وغيرها من المجالات التي تمثل النساء فيها أقلية صغيرة، مثل سائقي سيارات الأجرة والمحركين. وجدير بالذكر أن اغتصاب امرأة على يد جندي في منزلها مثل الدافع الرئيسي لإطلاق المشروع، فوضعت على عاتقها هدفين؛ الأول تمكين المرأة بالعمل في الوظائف غير التقليدية، والثاني تمكينها بزيادة أمنها البدني. ر
في عام 2008، اختارت منظمة بات شالوم ستيرن ليفي لتكون ممثلة متحدثة في المؤتمر الدولي المقام تكريمًا لليوم العالمي للمرأة في مدريد في قسم «نساء ضد الاحتلال» حيث شارك ممثلون من كولومبيا وكوبا والناشطة النسوية الفرنسية ني بوتس شارك ني سومايسز. وفي عام 2009، طورت منهجًا لتقديم المشورة والدعم للنشطاء ضد الاحتلال الإسرائيلي العسكري لفلسطين. وفي عام 2009، كانت ستيرن ليفي واحدة من المواضيع التي تضمنها فيلم غاي ديفيد الوثائقي «نساء يتحدين الحواجز» والذي يتناول محاولات أربع نساء إسرائيليات وفلسطينيات للالتقاء أثناء الهجوم الإسرائيلي على غزة في عام 2008.
تضطلع ستيرن ليفي بدور إرشادي مع المجموعات المعنية بتمكين المرأة، ومجموعات زيادة الوعي الجنسي لدى الرجال المثليين منذ  عام 2016. وهي محاضِرة دائمة حول الموضوعات النسوية، وخاصة في تمثيل المرأة في وسائل الإعلام والإعلانات. بالإضافة إلى أنها ناشطة في الاحتجاجات في قضايا متعددة، من قتل الإناث والعنصرية ضد اليهود في إثيوبيا وإلى التضامن مع غزة.

## الفن
عملت ستيرن ليفي رسامة في استوديو خاص بها ومعلمة فن لأعوام. أسست استوديو فني خاص باللاجئين وسكان حي شابيرا المنكوب في تل أبيب بين العامين 2008 و2011 بالإضافة إلى عملها كفنانة. أقامت ستيرن ليفي معرضًا خاصًا يضم أعمالها في معرض بيت أختي بين أبريل ويوليو من عام 2007. ووُضعت صورتها في المخطوطة الحائزة على جائزة تل ديكل المعناة بالتحيز ضد المسنات في مجال الفن.

## الجوائز
في عام 2017، فازت ستيرن ليفي وهاموي غرانوت بجائزة مؤسسة يافا لندن ياري لإنشاء وتنظيم هير أكاديمي. وفيما يخص الأسباب التي أهلتها لاستلام الجائزة، استشهدت اللجنة بعملهما وأنشطتهما المتنوعة، ووصفت هير أكاديمي بأنها «توفر إطارًا فريدًا من التدريب المهني مع دورات في العديد من المجالات الحرفية، مثل: مهارات الكمبيوتر وتطوير المواقع الإلكترونية وصناعة الحلويات والطبخ ورعاية الأطفال ومبيعات الأزياء ورعاية الكلاب وصيانة الدراجات الهوائية.» 
في فبراير 2018، حصلت ستيرن ليفي على جائزة سوسمان جوينت للتميز في العمل الاجتماعي عن أنشطتها في إطار هير أكاديمي، ضمن فئة منع العنف ضد المواطنين المضطهدين والمهمشين. 

## الحياة الاجتماعية
تعد ستيرن ليفي الأكبر بين ثلاث بنات لجورج ستيرن، والذي ولد في النمسا، ثم أرسل إلى غلاسكو اسكتلندا كجزء من عملية كندرترانسبورت أثناء الحرب العالمية الثانية، وترعرع في اسكتلندا وإنجلترا. وأمها هي دفورا ناتشياس والمولودة في إسرائيل، وكانت واحدة من 13 طفلاً في عائلتها. ويعد شقيق دفورا الكاتب والمصور بن صهيون نحماس.
أنجبت ستيرن ليفي طفلين من المؤرخ الثقافي درور ك. ليفي، وهي جدة كذلك، وتعيش حاليًا مع شريكتها من نفس الجنس منذ عام 2004.